# Tĩnh mạch võng mạc trung tâm
Tĩnh mạch võng mạc trung tâm (tĩnh mạch võng mạc) là một tĩnh mạch ngắn chạy qua dây thần kinh thị giác, tách khỏi dây thần kinh thị giác 10mm từ nhãn cầu và hút máu từ mao mạch võng mạc vào tĩnh mạch nhãn cầu cao cấp hoặc trực tiếp vào xoang hang. Giải phẫu của các tĩnh mạch quỹ đạo của mắt khác nhau giữa các cá nhân, và trong một số tĩnh mạch võng mạc trung tâm chảy vào tĩnh mạch nhãn cầu cao cấp, và trong một số nó chảy trực tiếp vào xoang hang.

## Bệnh lý
Tĩnh mạch võng mạc trung tâm là tương đương tĩnh mạch của động mạch võng mạc trung tâm, và giống như mạch máu đó có thể bị tắc nghẽn (tắc tĩnh mạch võng mạc trung tâm), tương tự như trong hội chứng thiếu máu cục bộ ở mắt.

## Hình ảnh bổ sung

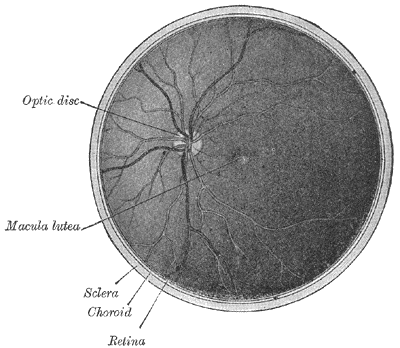
Phần bên trong nửa sau của bóng mắt trái. Các tĩnh mạch có hình dạng tối hơn so với các động mạch.
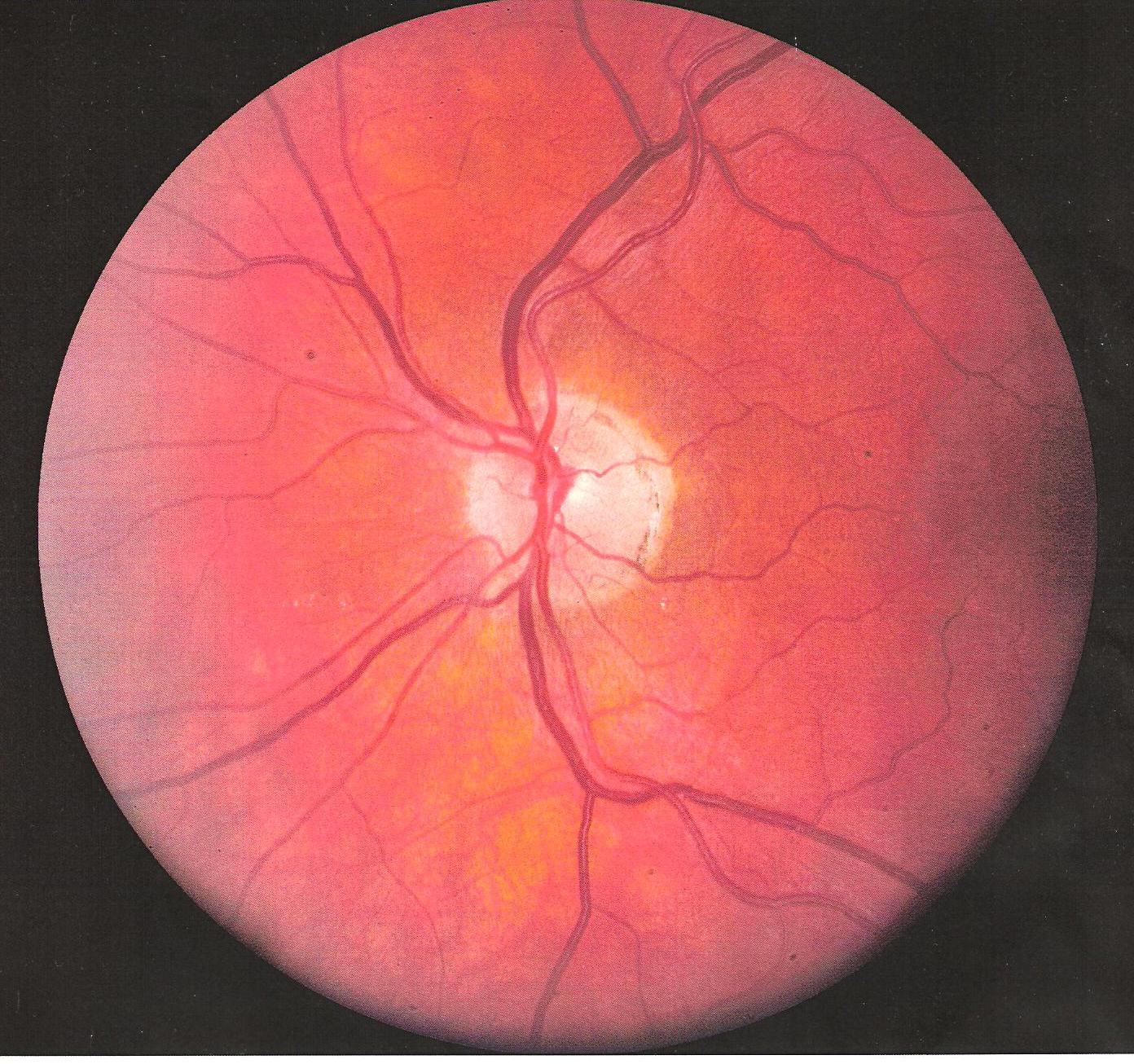
Mạch mắt